# كاربي (مسلسل)
كاربي (بالفنلندية: Karppi) هو مسلسل جريمة دراما فنلندي من بطولة بيهالا فيتالا، لوري تيلكانين، جاني فولانين وتومي كوربيلا. عرض المسلسل في فنلندا في مارس 2018 وعلى منصة نتفليكس في أغسطس 2018.

## روابط خارجية
كاربي (مسلسل) على موقع IMDb (الإنجليزية)
- كاربي (مسلسل) على موقع روتن توميتوز (الإنجليزية)
- كاربي (مسلسل) على موقع نتفليكس (الإنجليزية)
- كاربي (مسلسل) على موقع فيلمافينيتي (الإسبانية)
- كاربي (مسلسل) على موقع كينوبويسك (الروسية)
- كاربي (مسلسل) على موقع قاعدة بيانات الفيلم (الإنجليزية)